# Черногорский комитет национального объединения

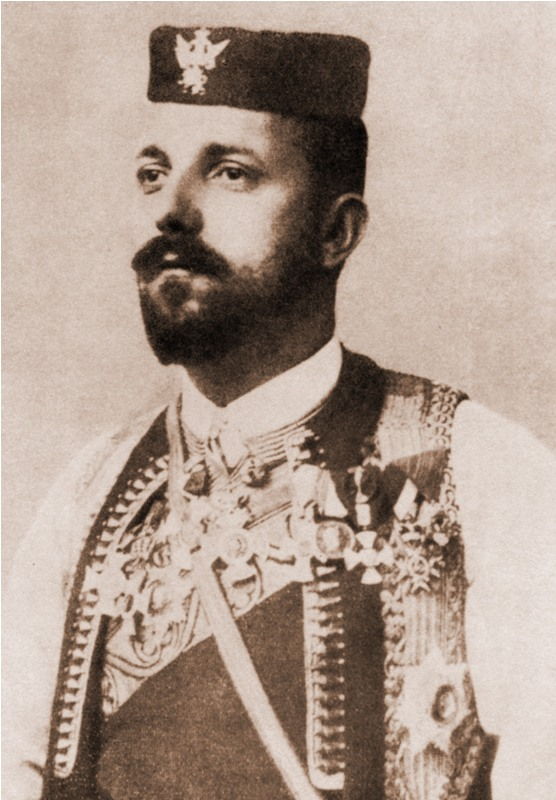
Председатель комитета Андрия Радович

Черногорский комитет национального объединения (сербохорв. Црногорски одбор за народно уједињење / Crnogorski odbor za narodno ujedinjenje) — черногорская политическая организация, выступавшая за объединение Сербии и Черногории. Образован в 1917 году в Париже представителями черногорской эмиграции, которые успели спастись от рук австро-венгров, оккупировавших Черногорию. Председателем комитета был бывший премьер-министр Андрия Радович.
Комитет работал во всех землях, где проживали представители черногорской диаспоры, и издавал газету «Уједињење», в которой регулярно излагал важность объединения сербов и черногорцев в единое государство и осуждал короля Николу I Петровича, противившегося этому процессу. Газету издавали сначала в Женеве, а затем в Париже. Она была популярна среди черногорцев США и даже тайно издавалась в самой Черногории.
Комитет был распущен в конце Первой мировой войны, посчитав свою миссию выполненной: процесс создания Югославии был успешно запущен.